# NGC 2470
NGC 2470 este o galaxie spirală situată în constelația Câinele Mic. A fost descoperită în 24 octombrie 1886 de către Lewis A. Swift.